# ニック・ハミルトン
ニック・ハミルトン（Nic Hamilton、1986年10月10日 - ）は、カナダの自転車競技（ロードレース）選手。

## 来歴
2011年、ジェリーベリーに加入。
- ジャパンカップ 22位

2012年
- ツアー・オブ・エルク・グローヴ 総合10位
- ツール・ド・北海道 総合5位、山岳賞

2013年
- ツアー・オブ・エルク・グローヴ 総合8位